# Marcin Spera
Marcin Spera – polski kontrabasista, gitarzysta basowy, kompozytor, muzyk sesyjny. 

## Kariera muzyczna
Absolwent Akademii Muzycznej im. Karola Lipińskiego we Wrocławiu w klasie kontrabasu jazzowego. Współtworzył wrocławską formację Kanał Audytywny oraz pracował z liderem tego zespołu Łukaszem Rostkowskim (ps. L.U.C.) przy realizacji jego solowych albumów Planet L.U.C i 39/89 Zrozumieć Polskę. Współpracował, bądź współpracuje m.in. z takimi wykonawcami, jak: Leszek Możdżer, Zbigniew Lewandowski, Wiesław Prządka, Magda Piskorczyk, Orkiestra Samanta, Waldemar Śmiałkowski (album Hotel Film), Jan i Klan (album Nic się nie zgadza i nic się nie klei), Bodek Janke, Olivia Trummer, Matthias Schriefl, Ariel Ramírez, João de Sousa, Rattan Mohan Sharma, czy Arturo Roque – rozpiętość muzyczna od akustycznego jazzu, bluesa, funku, rocka poprzez folk, flamenco, fado, tango argentyńskie na muzyce elektronicznej (w tym nu jazz) kończąc. Nagrał kilkanaście płyt oraz koncertował w kraju i za granicą (Niemcy, Francja, Holandia, Belgia, Portugalia, Włochy, Czechy, Słowacja, Węgry, Rumunia). Jako muzyk i kompozytor współpracuje z teatrami wrocławskimi (Teatr Muzyczny „Capitol”, Teatr Polski, Teatr Współczesny, Teatr AdSpectatores), legnickimi (m.in. Śpiewać każdy może w reż. Jacka Głomba, Ta piosenka brzmi znajomo) i warszawskimi.